# 万松寺ビル

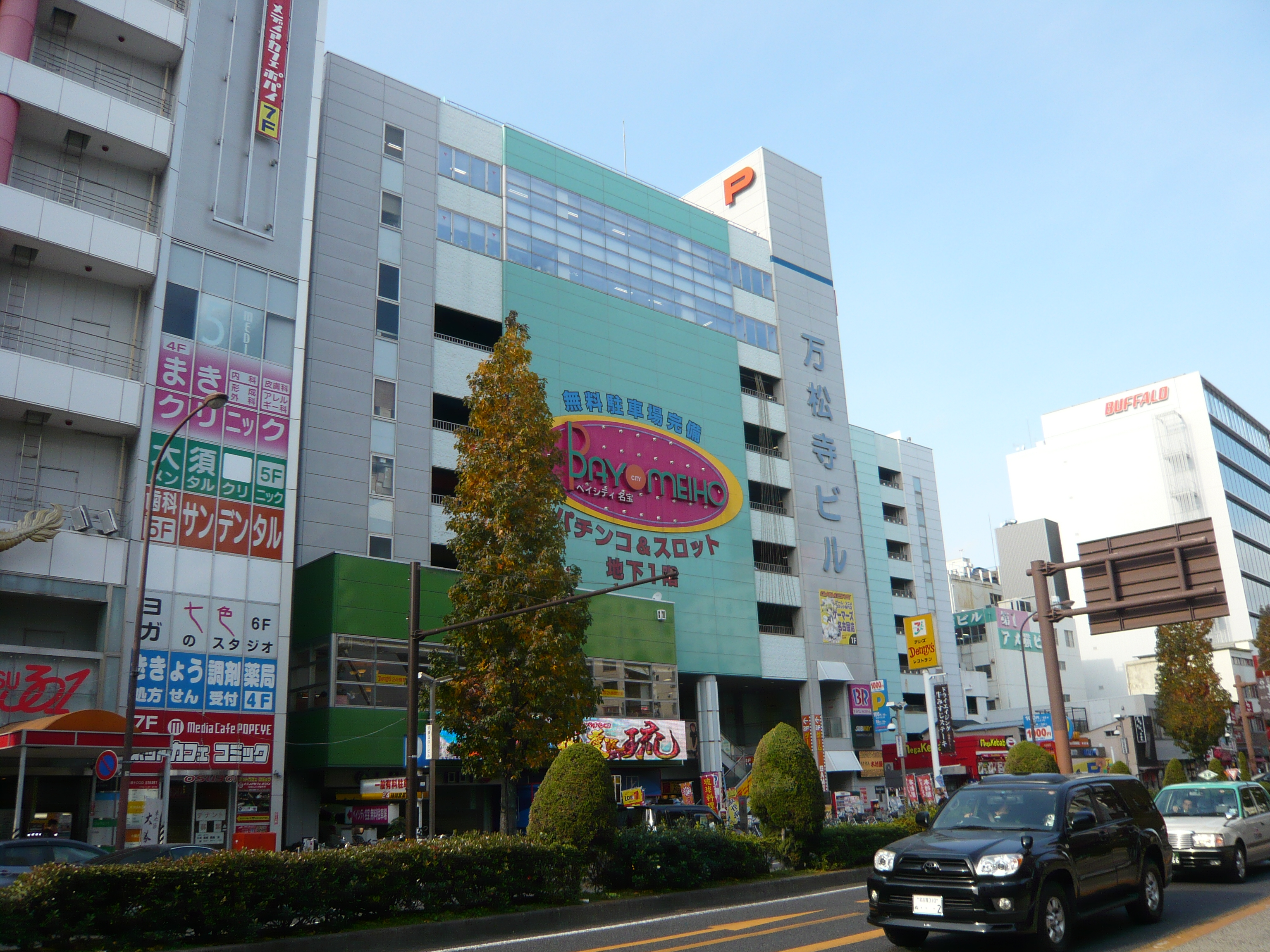
万松寺ビル

万松寺ビル（ばんしょうじビル）は、愛知県名古屋市中区の大須商店街にある萬松寺所有の複合ビルである。
ここでは、万松寺ビルに隣接する万松寺駐車場ビルに関しても記述する。

## 概要
2002年（平成14年）11月23日、大須30番第2地区市街地再開発事業として萬松寺の向かいにオープンした複合ビルで1、2階にショッピングエリア、3階から8階を駐車場、9、10階にはオフィスが入居しており、駐車場部分は隣接する万松寺駐車場ビルと合わせて875台の駐車が可能となっている。
10F会議室では、日本将棋連盟が管轄する東海研修会が開かれている。
また、関連プロジェクトとして大須30番第1地区市街地再開発事業（大須301ビル）がある。

## 万松寺ビル

### 9F - 10F オフィスフロア
- 株式会社SMC
- 株式会社シニアフィット
- 株式会社にぎわいファクトリー名古屋
- 株式会社アルファポイントグループ
- 株式会社ライブステップ
- 株式会社ライフプロパティ
- 鍼灸院 不老閣
- 株式会社美尚
- NPO法人 健康情報処理センター
- ファーストコンサルティング
- 株式会社テラ
- 株式会社アール
- アイフェドラ
- 愛知県日本赤十字社
- アノワークス
- 株式会社シースリーインデックス
- SELF FIT BOX

### 8F
- セレモニーホールきちょう
- のぶながホール

### 3F - 7F 駐車場
- 駐車場：875台
- 7F：万松寺バー

### 1F - 2F ショッピングエリア
2F
- メイセジュール
- Photo studio Liencoorde
- ROYAL BEAST
- サンアール大須 (名古屋競馬の場外発売所)
- ジョッキーズカフェ万松寺
- デニーズ
- 快活CLUB大須店
- 秋葉亭・アンドパンプキン・めいきゅーと

1F
- ブティック フォンティーヌ
- カードラボ名古屋大須店
- 愛知県赤十字血液センター大須万松寺献血ルーム
- okinawa cafe
- アニブロゲーマーズ名古屋
- 劉家・西安刀削麺 大須店
- 沖縄宝島 名古屋店
- and GALLERY 名古屋店
- 万松寺チャンスセンター
- café Flower fam
- 防災センター

### B1F アミューズメントエリア
- ベイシティ名宝大須店

### 過去に存在した施設
- BSJシアター（2015年1月 - 2020年8月、2階に所在。現在は大須2丁目若宮通り沿いに「BSJシアターVANQUISH」として移転）。
- 株式会社グッドウィル事務所
- 沖縄物産専門店 にらい
- 一得庵　大須万松寺店
- 焼肉丼 よろづや
- BIG MAGIC
- 8F：Coda Bianca
- 株式会社ロコ
- ディーシーエス（株）（旧社名：デジタルコンテンツ（株）） / DCHR（株） → 2020年（令和2年）7月31日特別清算開始決定（事件番号：名古屋地裁 令和2年（ヒ）第1009号・第1010号）
- ベイシティ名宝

## 万松寺駐車場ビル
万松寺ビルに隣接する駐車場ビルで1、2階にタイトーステーション フェドラ大須店（ゲームセンター、旧・アーバンスクエア 大須店）が入居、上階は駐車場となっている。
また、第1アメ横ビルを挟んで同じ萬松寺所有の万松寺パーキングビルが所在している。

## 所在地
- 愛知県名古屋市中区大須3-30-40 万松寺ビル

## 交通アクセス
- 名古屋市営地下鉄名城線・鶴舞線「上前津駅」より徒歩で約2分。